# Mic (empresa de mídia)
Mic é uma empresa americana de internet e mídia com sede em Nova Iorque que atende aos millennials.
Originalmente conhecida como PolicyMic, ganhou destaque após sua cobertura da Revolução da Tunísia em 2011. Em abril de 2014, a empresa alcançou 19 milhões de visitantes mensais únicos.
Em 29 de novembro de 2018, a Mic demitiu a maioria de sua equipe — 60 a 70 pessoas — depois que o Facebook cancelou um acordo para publicar uma série de vídeos de notícias.

## História
A Mic foi co-fundada em 2011 como PolicyMic por Chris Altchek e Jake Horowitz, dois amigos nova-iorquinos do ensino médio.
Em janeiro de 2014, os cofundadores da PolicyMic foram nomeados para a lista anual da Forbes 30 Under 30.
Em 2014, a empresa anunciou que renomearia sua organização para atingir os millennials, renomeando-se como "Mic". A empresa comprou o nome de domínio por 500.000 dólares e explicou a mudança de nome à medida que refletia seu "foco expandido e visão arrojada". Mais tarde, em 2014, Chris Miles, editor-chefe de notícias, foi demitido por alegações de plágio.
O diretor de notícias da Mic, Jared Keller, foi demitido em fevereiro de 2015, depois que o site do blog Gawker encontrou vários níveis de plágio em 20 passagens diferentes de seu trabalho. Em março de 2016, a Mic adquiriu o aplicativo de vídeo com curadoria Hyper, bem como seu desenvolvedor, AntiHero.
Os conselheiros atuais da empresa incluem David Shipley, editor executivo da Bloomberg View e ex-editor de páginas do The New York Times, e Jacob Lewis, ex-editor-chefe do The New Yorker. Allison Goldberg, vice-presidente sênior da Time Warner Investments, ingressou no conselho de diretores da Mic em abril de 2017.
O repórter sênior da Mic, Jack Smith IV, foi demitido em setembro de 2018, depois que várias acusações de má conduta sexual contra ele foram publicadas no Jezebel.
Em 29 de novembro de 2018, a maioria da equipe foi demitida depois que o Facebook cancelou um contrato de vídeo com a empresa. Altchek notificou a equipe durante uma reunião completa, dizendo que "o Facebook nos pegou de surpresa em um momento muito ruim" e que "a maioria das equipes, incluindo pessoas, finanças, RH, produções, vídeo, editorial, marketing, receita e executivo a equipe partirá, hoje em dia". No mesmo dia, a Mic foi vendida ao Bustle Media Group por menos de 5 milhões de dólares, uma fração das "centenas de milhões" que Altchek disse que o site valia em 2017.

## Conteúdo
Desde 2018, a Mic produz conteúdo de vídeo que cobre justiça social e questões progressivas, descritas como "questões sérias importantes para os jovens", distribuídas no site da Mic e nas mídias sociais. Este conteúdo é complementado com vídeos publicitários produzidos para os clientes.
Escrevendo para a Forbes em 2014, Abe Brown descreveu o estilo do PolicyMic como hiperbólico. Brown agrupou o site com Upworthy, Buzzfeed e BusinessInsider, em oposição a mídias noticiosas mais convencionais, como The New York Times e Washington Post.
Às vezes, o site solicita colaboradores políticos e de celebridades; estes incluíram o senador Rand Paul, a ex-secretária de Estado Condoleezza Rice, o senador Kirsten Gillibrand e apresentadora de rádio Daisy Rosario. Em dezembro de 2013, a Casa Branca trabalhou com Mic no que foi chamado de concurso "Open Mic" para "fazer com que os cuidados de saúde funcionem para nossa geração".

## Financiamento e receita
Mic gera receita por meio de publicidade conhecida como "comunicação por conteúdo". O Digiday.com relatou em novembro de 2014 que "marcas como Microsoft, Cole Haan, Cadillac e, mais recentemente, a GE usaram Mic nos últimos meses, na esperança de usar sua experiência milenar para alcançar o público-alvo de 20 e poucos anos".
The New York Observer reagiu positivamente às práticas financeiras da empresa em 2014, dizendo que a Mic não havia lucrado e "tem o hábito cada vez mais raro de realmente pagar a cada um de seus colaboradores".
Em abril de 2017, a empresa havia captado 52 milhões de dólares em financiamento de investidores, incluindo a Lightspeed Venture Partners, Lerer Ventures, Advancit Capital, Red Swan Ventures, The John S. e James L. Knight Foundation, Time Warner Investimentos, Kyu Collective e You & Mr. Jones. A empresa não divulgou sua avaliação, embora o The Wall Street Journal tenha relatado em abril de 2017 que estava "na faixa de 'centenas de milhões' de dólares".

A empresa demitiu vários funcionários no final de 2017, assim como outras empresas de mídia digital. Inconsistências no rastreamento dos números de espectadores, alterações nos algoritmos e nas taxas de publicidade do Facebook e uma ênfase excessiva nas histórias de texto fáceis de pesquisar foram citadas como razões parciais. A empresa mudou os modelos de negócios, com menos conteúdo sendo produzido em geral em favor de um jornalismo em vídeo de formato mais longo, cobrindo a justiça social e causas progressivas.